# Marsdenia crocea
Marsdenia crocea är en oleanderväxtart som först beskrevs av Alexander Zippelius och Johan Baptist Spanoghe, och fick sitt nu gällande namn av Joseph Dalton Hooker och Jacob Gijsbert Boerlage. Marsdenia crocea ingår i släktet Marsdenia och familjen oleanderväxter. Inga underarter finns listade i Catalogue of Life.